# ゲルハルト・クロップファー

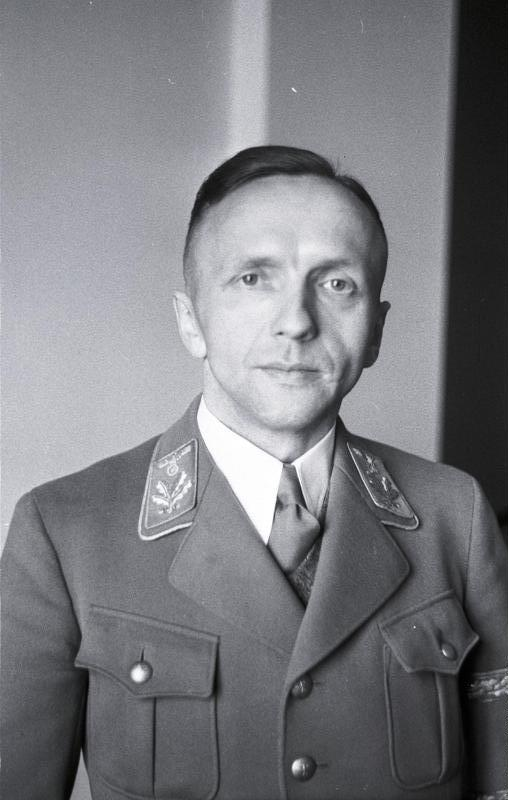
1942年のゲルハルト・クロップファー

ゲルハルト・クロップファー（Gerhard Klopfer、1905年2月18日‐1987年1月29日）は、ナチス・ドイツの政治家。ナチ党官房長マルティン・ボルマンの補佐官、党官房法務局長。最終階級は親衛隊中将。

## 略歴
ドイツ帝国プロイセン王国シレジア（現ポーランド）のシュライバースドルフ出身。法律と経済を学ぶ。1931年にデュッセルドルフの裁判官となる。
1933年に国家社会主義ドイツ労働者党（ナチス党）と突撃隊（SA）に入党。1935年に副総統ルドルフ・ヘスの事務所のスタッフとなる。またこの際に上司のヘスと同様に親衛隊（SS）の名誉隊員となり、親衛隊上級大佐となり、1944年には親衛隊中将に昇進している。
党官房の中でマルティン・ボルマンの副官の地位を手に入れた。1942年1月20日、ラインハルト・ハイドリヒが主催したヴァンゼー会議に出席した。1945年にベルリンの戦いが始まるとベルリンから逃亡した。戦後、戦犯として逮捕されたが、証拠不十分で釈放された。その後、ウルムで税務アドバイザーとなった。彼はヴァンゼー会議の出席者の中で最も長生きし、1987年に死去。
BBCの映画『謀議』ではイアン・マクニース、ドイツ映画『ヒトラーのための虐殺会議』ではファビアン・ブッシュがクロップファーを演じた。